# Nadežda Marilova
Nadežda Nikolaevna Marilova (in russo Надежда Николаевна Марилова?; Tjumen', 22 novembre 1966) è un'ex cestista russa, fino al 1991 sovietica.

## Carriera
Con la Russia ha disputato i Campionati mondiali del 1998 e tre edizioni dei Campionati europei (1993, 1995, 1997).